# 中西功
中西功（日语：／ Nakanishi Kō，1910年9月18日—1973年8月18日），日本三重县多气郡人，日本共產黨中央委員，日本共产主义运动活动家和中国问题专家，原日本参议院共产党议员。

## 生平
1910年，中西功出生于日本三重县。中学毕业后，19岁的中西功进入上海东亚同文书院就读，在中国籍教师王学文的影响下，中西功对共产主义产生兴趣，并且在学校中建立了名为“日支战斗同盟”的组织。
1932年春，中西功返回日本，参加日本共产主义青年同盟。1934年，进入满铁调查部工作，从事中国问题、满洲国经济和华北农村的调查研究，并秘密向中共提供日本军事情报、进行反战活动。1942年，特高课根据“佐尔格间谍案”有关线索找到并逮捕了中西功，之后被关押在东京都巢鸭拘留所。在狱中，中西功写了《中国共产党史》一书。后来，他被起诉违反了治安维持法及外患罪，并被判处死刑。1945年，日本无条件投降后，根据盟軍司令部（GHQ）释放政治犯的命令，中西功于1945年10月被无罪释放。
1947年，中西功以日本共产党党员身份参加了第一次参议院议员选举并当选。1958年至1963年期间，任神奈川县委员会委员长。1960年，中西功因领导反对《日美安保条约》的斗争而被捕。
1973年8月18日，中西功因胃癌逝世，享壽62歲。

## 主要著作
- 《中国共産党史》
- 《民主主義日本の道標》
- 《中国革命と毛沢東思想》
- 《死の壁の中から 妻への手紙》
- 《戦後民主変革期の諸問題》
- 《現代中国の政治》
- 《中国革命の嵐の中で》

## 影视形象
- 2011年电视剧《智者无敌》- 陈宝国 饰